# Октябрьское (Липецкая область)
Октя́брьское — село Усманского района Липецкой области. Центр Октябрьского сельсовета. Расположено на берегах реки Мещерки.
Возникло в начале XVIII века. Первоначально носило название Дря́зги. Ещё в XIX веке Дрязги приобрели известность как один из центров табаководства в Усманском уезде (см. также село Кривка).
Диалектное слово дрязги означает хворост или песчаная жидкая грязь.

## Население
| 1862 | 1880  | 1911  | 1926  | 1959  | 2010  | 2011  |
| ---- | ----- | ----- | ----- | ----- | ----- | ----- |
| 1522 | ↗1834 | ↗3437 | ↗4684 | ↘4029 | ↘1828 | ↘1823 |

## История села
В 1708 году у небольшого озера (между улицей Полевой и Горького) началось первое поселение жителей села Дрязги. Их было 15 домиков. Ещё в 19 веке приобрело известность как один из центров табаководства в Усманском уезде. Старое название села от слова «дрязг» — хворост, а также песчаная, жидкая грязь. Такое же название получил посёлок, появившийся в 1868 году на построенной железнодорожной линии Грязи — Воронеж. Где-то в 1947 году село переименовали в Молотово, а в 1957 году — в Октябрьское. В списке населённых мест в 1862 г. — село казённое с церковью, 195 дворов, 1522 жителя. По данным 1880 г. в нём 280 дворов, 1834 жителя, работала школа. В 1911 г. здесь насчитывалось 404 двора и проживало 3437 человек. По переписи 1926 г. — центр сельского совета и района, население 4684 человека. Село относилось к Куликовской волости Усманского уезда Тамбовской губернии. Дрязгинский район создан в 1928 г. и по 1934 г. находился в составе Центрально-Чернозёмной области.
При образовании в 1934 г. Воронежской области вошёл в её состав. В 1954 г. переведён во вновь образовавшуюся Липецкую область. В 1962 г. упразднённая территория прежнего Дрязгинского района включена в Усманский и Грязинский районы. Домики были деревянные с соломенными крышами. Топились «по-чёрному» — труб не было. Освещение домов было из лучин. Керосиновые лампы появились с 1905 года, богачи имели пяти- и семилинейные лампы, крестьяне пользовались коптилками. Помещиков в селе не было. Были кулаки, купцы, фабриканты. Купцы Куницын и Окороков имели лавки и торговали рыбой, солью, промышленными товарами. Фабрикант Покровский нанимал крестьян, которые выращивали махорку, и отправлял её на фабрику. На месте памятника погибшим лётчикам располагался огромный фруктовый сад братьев Самсоновых. В саду проходили массовые гулянья и сходки. Установлены были лавочки, площадка для оркестра.
После революции сад был вырублен, а братьев раскулачили. Дом, в котором жил один из братьев, цел (рядом с Аксёновой Т. В.). По проспекту Революции, рядом с домом Тонких В. П., стоит старинный кирпичный домик. Раньше там жил священник, а неподалёку стояла первая церковь, затем в нём был шинок для продажи спиртного. В 1828 году в селе была открыта уездная больница. До революции в селе было две школы: церковно-приходская и земская. Земская школа была построена в 1905 году. В ней обучалось 24 ученика, в основном мальчики. После революции по вечерам в школе обучали неграмотных писать и читать. Это была четырёхлетняя школа. В 1935 году была построена семилетняя школа, напротив бывшего интерната. После разрушения церкви в 1939 году началась постройка новой двухэтажной школы, которая была достроена после окончания Великой Отечественной войны и в 1950 г. приняла своих первых учеников. На строительство школы пошли кирпичи с разрушенной церкви. Первым директором был Грибанов Захар Прокопьевич.
В 1917 г.в селе была установлена советская власть и образован Дрязгинский сельский совет, который располагался в доме Куницына. Первым председателем сельского совета был Сундеев И. С. В 1920 г. была образована партячейка, в неё входили коммунисты Сундеев Роман Лазаревич, Тонких Павел Леонтьевич, Тонких Увар Яковлевич. Исполнителем партячейки был Сундеев Алексей Игнатьевич, участник Великой Отечественной войны. Во время гражданской войны село было занято мамонтовцами. Ими был разбит на станции Дрязги бронепоезд, взяты в плен комиссары и красноармейцы, которых они расстреляли в поле, где сейчас расположен маслозавод. После освобождения от мамонтовцев г. Воронежа в селе находились части первой конной армии Будённого С. М. Среди жителей были участники первой мировой войны 1914—1918 гг.: Тонких Архип Филиппович, Душкин Николай Евдокимович, Кретов Лука Артёмович и другие. А также участник гражданской войны — Грошев Андрей Петрович. Во время ВОВ 1941−1945 жители села принимали участие в разгроме фашистской Германии.
На фронтах ВОВ погибло более 600 односельчан. В годы войны на смену ушедшим на фронт мужчинам пришли женщины и подростки, которые, после непродолжительных курсов, сели за штурвалы тракторов и встали к станкам. В годы войны на территории села находился госпиталь. Он размещался в школьном интернате. За ранеными помогали ухаживать школьники. Они читали книги, давали концерты, писали письма по просьбам бойцов.
В 1942 году на территории района были созданы два партизанских отряда. Командирами отрядов были Ломакин А. И. и Якорев П. С.
В 1942 году в селе был Будённый С. М., который проводил совещание с командирами дивизий партизанских отрядов в здании бывшего РКП(б).
Немало сельчан прошли через трудности и испытания войны, выдержали, выжили и вернулись домой. Среди них И. К. Раков, М. И. Вельских, М. Н. Мягков, Р. М. Бельских, А. М. Некрасов и другие.
На территории села находится памятник погибшим лётчикам. 12 августа 1942 года останки сгоревшего самолёта и лётчиков были обнаружены в Телелюйском лесу. Позже были установлены фамилии лётчиков — это капитан Виктор Григорьевич Карпухин и лётчики: Маматов Т., Минич Д. Н., Овчаренко Т. Е., Пушков М. А., Пашев В. П., Хмелев В. Д., Якимчук И. А., Якович Я. И.
Новое название в годы советской власти Дрязги получили в честь Великого Октября. Октябрьское — одно из крупнейших сёл Липецкой области.
До 1963 года Октябрьское было центром Октябрьского района, вошедшего в Усманский.
В 1991 году в центре села Октябрьское напротив ДК поднялся памятник воинам-землякам, погибшим в годы Великой Отечественной войны. Его открытие состоялось 9 мая — в день празднования Великой Победы. Героически сражались на фронтах Великой Отечественной наши земляки-военачальники: генерал-лейтенант Бельских Тихон Владимирович, генерал-майор Чернышов Василий Григорьевич, полковник Душкин Владимир Николаевич.
Во второй половине 19 века в селе была построена кирпичная церковь на месте школьной площадки. Строилась она 14 лет. Освящение храма состоялось 21 ноября на Михайлов день, поэтому этот праздник считается престольным в селе. Церковь была разрушена в 1934−1935 гг. Кирпичи с разрушенной церкви были использованы для строительства больницы и школы. В 1937 году был поставлен памятник В. И. Ленину. В 1992 году памятник был демонтирован.
Библиотека в селе была основана в 1924 г. В её основу легла личная библиотека священника села Кривка-1 Деогенова Александра Ивановича. Она насчитывала около 2000 экземпляров.
Первой заведующей была Бахтина Антонина, уроженка города Усмани. В те же годы появился и клуб. Харькиной М. А. пришлось работать зав.клубом в начале своей трудовой деятельности. Ей выдали 7 длинных скамеек, сломанный приёмник, разваленный стол. В клубе было 2 зала: малый, с галёркой для танцев, и большой, для показов фильмов и проведения собраний. Молодёжь танцевала под гармошку, позже под патефон, проигрыватель. На сцене клуба ставили спектакли, действовал оркестр народных инструментов.
В настоящее время наше село процветает, так как много средств вкладывается в его благоустройство. По всему селу разбиты клумбы, обновляются фасады зданий, делается ремонт внутри. Жители села тоже стараются привести свою территорию в порядок.
У большинства из них возле домов есть палисадники и цветники. С 1993 года началась газификация соцкультбыта и жилых домов. Почти все дома газифицированы, есть водопровод и канализация. В селе небольшое количество жителей, у которых осталось печное отопление.
В 1979 г. построен новый ДК, а в 1997 г. газифицирован. На втором этаже расположена взрослая и детская библиотеки.
В 1995 г. построено новое здание Сбербанка. В 2000 г. открылся магазин ЧП Карповой, отделение пожарной части, газифицирована баня, начат капитальный ремонт больницы и постройка нового пищеблока, а также ремонт и достройка церкви. В 2001 г. открыт мини-рынок, магазин «Октябрьский» (ЧП Е.Петровой), построена остановка на Липецк.
В 2002 г. открыты магазины: «Продукты» (ЧП И.Максимова) и «Надежда» (ЧП Л.Баскакова), открыт бар «Гран-при». В 2003 году введена в строй автозаправочная станция, смонтирована типовая линия дорожного освещения. В селе находятся три фермерских хозяйства: КФХ «Аксайское» (Корчагин С. В.), «ЛАД» (Первеев А. М.), глава КФХ Максимова Л. И. и две агрофирмы «Анненское» и «Агролипецк».
Действуют 4 пилорамы, которые занимаются лесоперерабатывающим производством. Рабочие сколачивают поддоны, которые потом отправляют в Воронеж, Липецк и др.города. Гордостью села является маслозавод, который выпускает молочную продукцию: сыры, масло, творожные сырки.
Основной род занятий населения — работа в государственных учреждениях и частных предприятиях, а также ведение подсобного хозяйства. Основная масса населения выращивает сельхозпродукцию и домашний скот только для личного потребления. На территории нашего села находится двухэтажная больница. Построена она была в 1935 г. и являлась районной. Само здание кирпичное, добротное, строилось на совесть. До сегодняшнего дня в ней размещена участковая больница села Октябрьское. Большие окна, высокие потолки, просторные палаты, широкие коридоры, оборудованные процедурные кабинеты, лаборатория. Больница является терапевтического профиля. Сейчас в больнице 65 коек. Также в селе работает амбулатория, которая была построена в 1963 г. и сейчас требует капитального ремонта.
В средней школе с. Октябрьское в 2008 году получили образование 207 учащихся. В школе работает много спортивных секций и различных кружков. Приоритетными направлениями школы на сегодняшний день являются здоровый образ жизни, патриотическое воспитание (действует пионерская организация) и экологическое воспитание.

## Известные уроженцы
- Бельский, Тихон Владимирович (1913—2000) — советский военачальник, генерал-майор.